# Nobujuki Oiši
Nobujuki Oiši (japonsko 大石 信幸), japonski nogometaš, * 12. september 1939, Hirošima, Japonska.
Za japonsko reprezentanco je odigral eno uradno tekmo.